# Catocala decorata
Catocala decorata là một loài bướm đêm trong họ Erebidae.